# Jacobus de Voragine
Jacobus (Jakub) de Voragine (kolem roku 1230 ve Voragine (nyní Varazze, Janov) – 13. červenec 1298, Janov, byl arcibiskup a kronikář a jeden z největších středověkých spisovatelů.
Je autorem souboru legend o církevních světcích s názvem Legenda aurea (Zlaté čtení, původně se jmenovalo Legenda sanctorum = čtení o svatých), kde je srozumitelnou formou popsán život světců od prosince do listopadu (od Adventu po závěr církevního roku). Toto dílo bylo zachováno ve stovkách rukopisů. V knize je zde také nejznámější životopis patrona rytířů sv. Jiřího. Tento kodex byl přeložen do všech tehdejších jazyků, aby byl srozumitelný širším vrstvám obyvatel. Do češtiny byl přeložen ve 14. století a tento překlad se nazývá Staročeský pasionál.
Podle kodexů byly malovány obrazy světců a vytvářeny jejich sochy.
Jacobus se stal v roce 1244 dominikánským mnichem a studoval zřejmě v Paříži, Kolíně a Bologni. Arcibiskupem v Janově byl od roku 1292 až do své smrti r. 1298. Jako světec byl ctěn ihned po své smrti a v roce 1299 mu byla postavena socha se svatozáří. Jakub byl blahořečen v roce 1816 papežem Piem VII., oficiálně svatořečen dosud patrně nebyl.

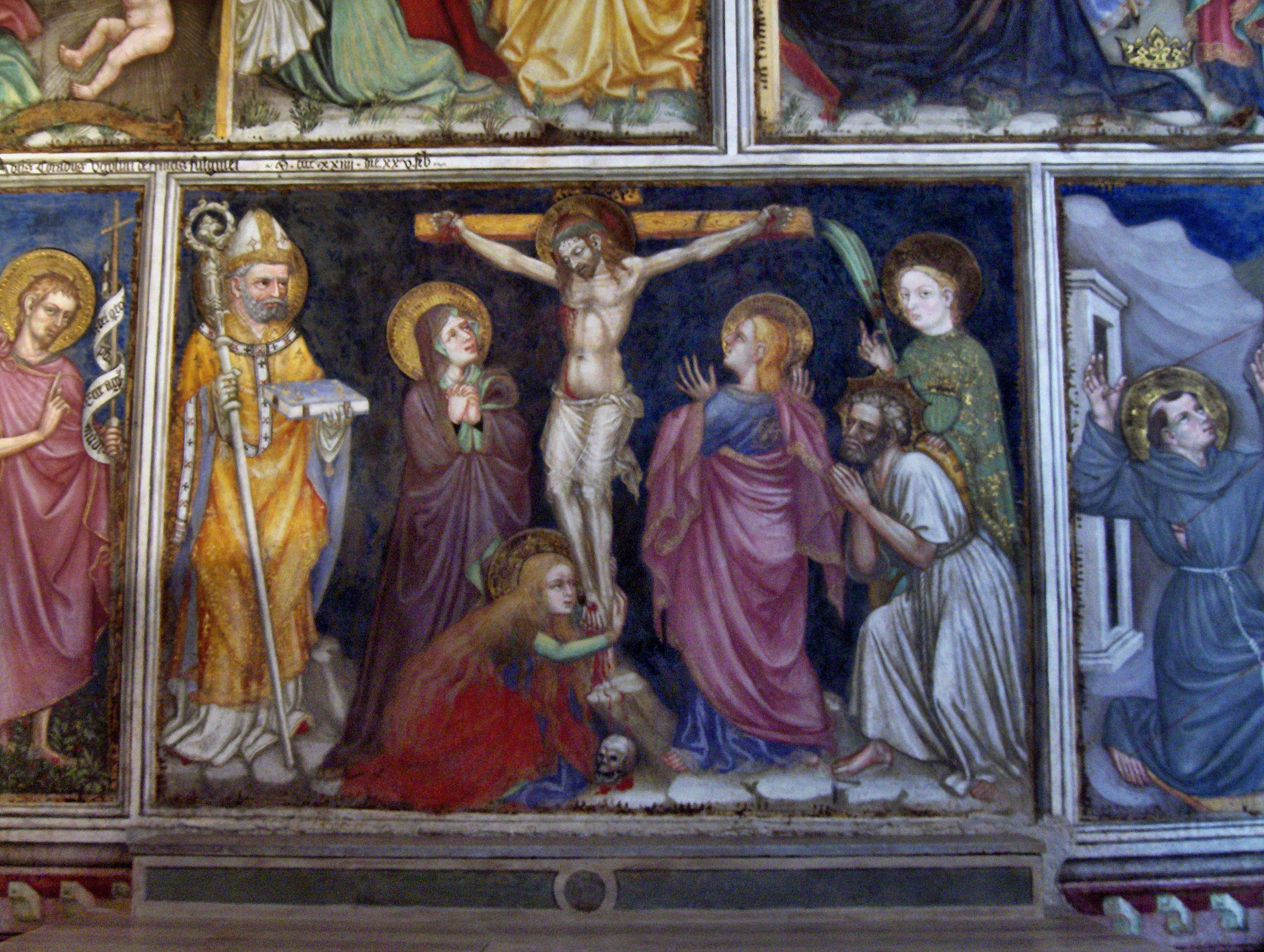
Jacobus de Voragine držící Zlatou legendu